# Enceinte gallo-romaine de Clermont-Ferrand
L'enceinte gallo-romaine de Clermont-Ferrand est une enceinte gallo-romaine située à Clermont-Ferrand dans le département français du Puy-de-Dôme, en région Auvergne-Rhône-Alpes.

## Historique
Des fouilles réalisées en 2013 rue Boirot ont révélé une portion d'enceinte datant du Bas-Empire romain, mesurant 11 mètres de hauteur. Cette muraille, construite à la fin du IIIe siècle pour protéger la ville des invasions barbares, faisait partie d'une enceinte de 3 hectares.

### Protection
Les fortifications d'agglomération gallo-romaines de la rue Boirot sont inscrites au titre des monuments historiques par arrêté du 18 mars 2016.

## Description
En partenariat avec l'office public du logement Ophis, la ville a lancé un projet de restauration et de mise en valeur de ce vestige, comprenant sa préservation, la création d'une scénographie et l'installation de pupitres d'information. Ce rempart, en plus de son rôle défensif, servait aussi de soutènement pour la butte de Clermont.